# The Beast (album)
The Beast – szósty album studyjny deathmetalowej grupy muzycznej Vader. Wydawnictwo ukazało się w 2004 roku nakładem wytwórni muzycznych Metal Blade Records, Metal Mind Productions i Avalon/Marquee Inc. Płytę poprzedził singel zatytułowany Beware the Beast zawierający m.in. utwory „Dark Transmisson” i „Stranger in the Mirror”.
Według informacji zespołu w sierpniu 2004 roku album został nielegalnie rozpowszechniony w internecie za sprawą dziennikarza muzycznego, któremu został udostępniony materiał promocyjny. Był to pierwszy album studyjny grupy zrealizowany z perkusistą Dariuszem Brzozowskim. Basista – Marcin Nowak, wymieniony w książeczce płyty – nie brał udziału w nagraniach. The Beast uzyskał również nominację do Fryderyka w kategorii album roku rock/metal.

## Realizacja

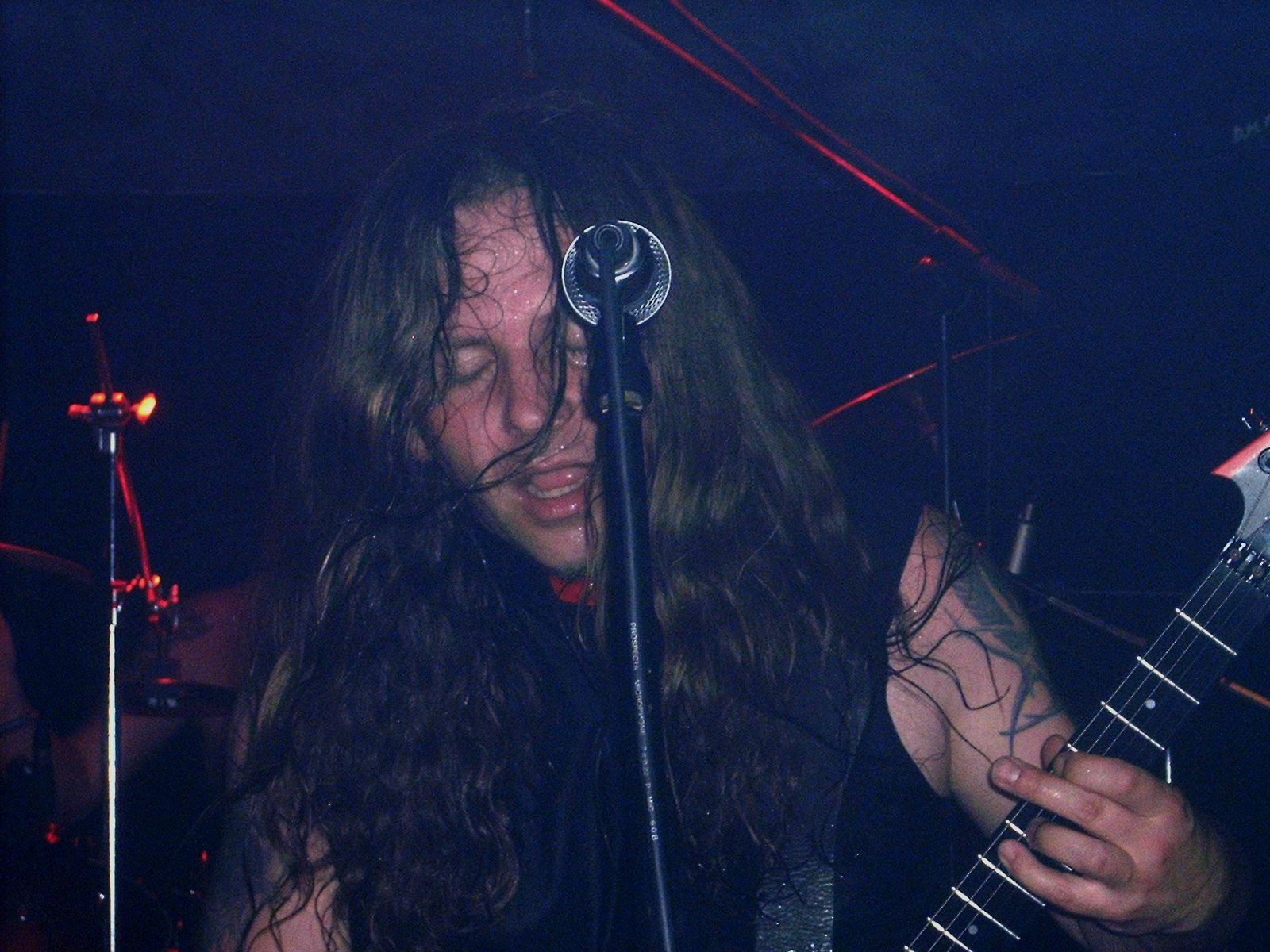
Piotr Wiwczarek podczas koncertu w ramach trasy koncertowej Blitzkrieg 2 w Polsce promującej The Beast, 11 września 2004 roku

W lutym 2004 roku w białostockim Hertz Studio grupa przystąpiła do prac nad albumem roboczo zatytułowanym Spiritual Decease. Tuż przed rozpoczęciem nagrań śladów perkusji wypadkowi uległ wieloletni perkusista grupy Krzysztof Raczkowski. Kontuzja ręki uniemożliwiła mu realizację nagrań. Po wypadku Raczkowskiego zespół opublikował następujące oświadczenie: „W 3 dniu sesji nagraniowej nowej płyty Doc uległ nieszczęśliwemu wypadkowi, doznając poważnego urazu ręki oraz nogi. Tylko szybka interwencja w szpitalu spowodowała, że następstwa wypadku nie będą prawdopodobnie tak groźne, jak to wyglądało. Ręka Doca pozostanie w gipsie przez około 6 tygodni, a następnie zostanie poddana rehabilitacji”.
Raczkowski zrelacjonował zdarzenie następująco: „Studio Hertz mieści się w najniższej kondygnacji willi przy ul.Struga. Właściciele studia mieszkają piętro wyżej i owego feralnego dnia rano aby zacząć nagrania w dobrym stylu zamówiłem u nich filiżankę kawy. Schodząc z nią po schodach do studia nie zachowałem należytej ostrożności (obie ręce miałem zajęte filiżanką na spodku) i ześlizgnąłem się ze schodka, spadłem ze schodów na sam dół. Żeby nie złamać karku instynktownie wyciągnąłem przed siebie ręce i upadłem całym impetem na filiżankę z kawą, która zdążyła już się wcześniej roztrzaskać. Rezultatem było ogólne silne potłuczenie prawej łydki i najgorsze – przecięcie mięśnia zginacza głębokiego palca środkowego i nadcięcie ścięgna. Wizyta na pogotowiu i potem w szpitalu zakończyła się zabiegiem polegającym na zszyciu palca rozciętego w szczególnie niefortunnym miejscu i założeniu gipsu na całe prawe przedramię i dłoń.”
W udzielonym w 2010 roku wywiadzie Piotr Wiwczarek przyznał, że Raczkowski w trakcie zdarzenia był pod wpływem alkoholu. Uzależnienie było jedną z przyczyn usunięcia muzyka z zespołu w 2005 roku. Po przeprowadzonych przesłuchaniach Raczkowskiego w trakcie sesji nagraniowej The Beast zastąpił znany z występów w grupie muzycznej Vesania Dariusz Brzozowski. 10 maja 2004 roku w RG Studio w Gdańsku grupa z Brzozowskim w składzie ponownie przystąpiła do prac nad albumem. Brzozowski o okolicznościach dołączenia do zespołu Vader wypowiedział się następująco: „Na przesłuchanie, które odbywało się w sali prób w Warszawie, przyjechał Peter i Mariusz Kmiołek! Zacząłem się rozgrzewać. Miliard myśli w głowie... Oczywiście na początek zagrywki, które umiem najlepiej, żeby się „pokazać”. Jednak za chwilę trzeba było zagrać numery, które miałem przygotować... A były to „Silent Empire”, „Dark Age”, „When Darkness Calls”. Ręce zaczęły mi się pocić jak nigdy”.
Muzykę na płytę skomponował lider grupy Piotr Wiwczarek, który napisał również słowa do dwóch utworów („Out of the Deep”, „Firebringer”). Pozostałe teksty napisali Paweł Frelik (utwory „Dark Transmission”, „The Sea Came in at Last”, „I Shall Prevail”, „The Zone”, „Insomnia” i „Apopheniac”) oraz Łukasz Szurmiński (utwory „Stranger in the Mirror” i „Choices”). Sesja nagraniowa trwała do 6 czerwca 2004 roku. W lipcu w warszawskim JG Lab Studio Jacek Gawłowski wykonał mastering gotowych utworów.

## Promocja

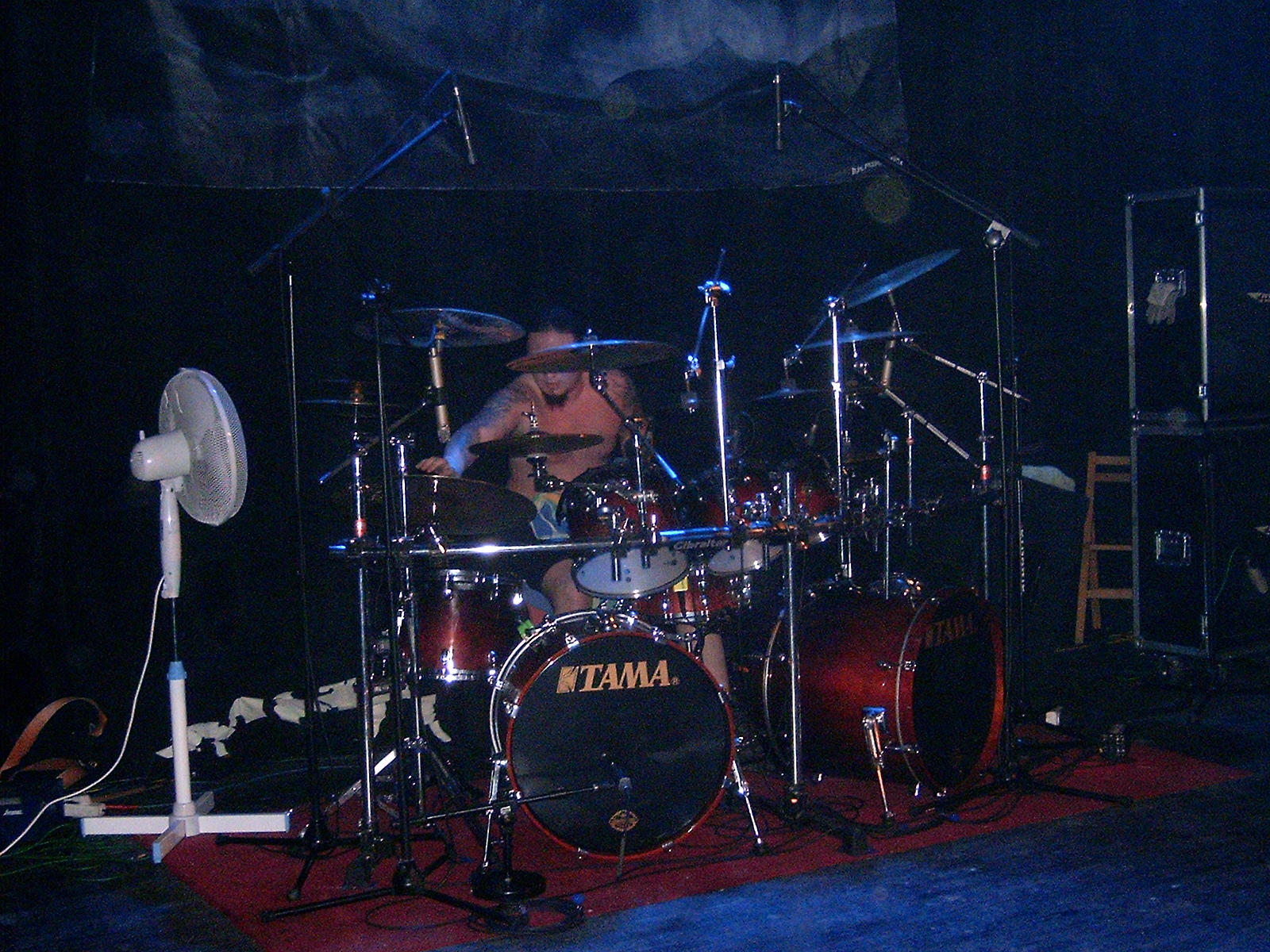
Dariusz Brzozowski podczas koncertu w ramach trasy koncertowej Blitzkrieg 2 w Polsce promującej The Beast, 11 września 2004 roku

Wydawnictwo ukazało się 8 września 2004 roku w Japonii, 20 września w Polsce oraz dzień później w Europie i Stanach Zjednoczonych. Płytę poprzedził singel zatytułowany Beware the Beast, który został wydany w nakładzie limitowanym do 5000 egzemplarzy. Singel ukazał się 25 sierpnia 2004 roku nakładem Empire Records wraz z 4 numerem magazynu „Thrash'em All”.
W Polsce płyta ukazała się nakładem wytwórni muzycznej Metal Mind Productions w wersji jednopłytowej oraz z dołączoną płytą CD (anonsowaną początkowo jako płyta DVD), która zawierała reportaż z sesji nagraniowej albumu, teledyski do utworów „Dark Transmission” i „Choices” w reżyserii Jacka Głodka oraz fragmenty występu zespołu na festiwalu Metalmania 5 kwietnia 2003 roku. W materiale dokumentującym pracę w studiu wziął udział Marcin Nowak, który jednakże nie zarejestrował żadnych śladów gitary basowej. Film sugerujący udział Nowaka w pracach miał zdaniem lidera zespołu Vader – Piotra Wiwczarka służyć jako promocja i próba ukazania całego zespołu. W Stanach Zjednoczonych i Europie płyta The Beast ukazała się nakładem Metal Blade Records, natomiast w Japonii nakładem Avalon/Marquee Inc. ukazała się w wersji wzbogaconej o utwór „Stranger in the Mirror”.
Jesienią grupa odbyła trasę koncertową po Polsce pod nazwą Blitzkrieg 2. Wraz z Vader wystąpiły grupy Crionics, Ceti i Lost Soul. Trasa rozpoczęła się 3 września 2004 roku w Warszawie, a zakończyła 19 września w Olsztynie. Ponadto Vader wystąpił w takich miastach jak: Białystok, Lublin, Rzeszów, Kielce, Kraków, Opole, Katowice, Toruń, Łódź, Wrocław, Poznań, Gorzów Wielkopolski, Szczecin, Bydgoszcz i Gdańsk. Występy zespołu zgromadziły w sumie ponad 7000 fanów.

## Odbiór

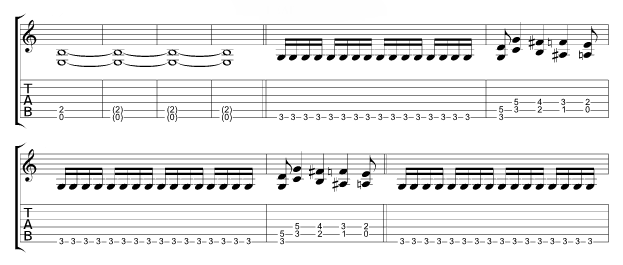
Pierwsze solo gitarowe z utworu „Choices” w wykonaniu Maurycego „Mausera” Stefanowicza

Płyta dotarła do 8. miejsca zestawienia najpopularniejszych płyt w Polsce (OLiS), na której utrzymał się pięć tygodni. Przez jeden tydzień wydawnictwo gościło na japońskiej liście sprzedaży Oricon, gdzie uplasowało się 207. na miejscu. Album uzyskał szereg pozytywnych ocen ze strony krytyków muzycznych, które ukazały się m.in. w piśmie „Teraz Rock” i serwisach Chronicles of Chaos i Metal Crypt. Podkreślono m.in. melodyjne partie solowe w wykonaniu gitarzysty Maurycego „Mausera” Stefanowicza i dobrą grę basisty Marcina „Novy’ego” Nowaka, który w rzeczywistości nie zagrał na albumie.
Dziennikarz pisma „Metal Hammer” Arkadiusz Lerch zaznaczył nawiązania do gatunków thrash i heavy metal. Natomiast recenzent magazynu „Teraz Rock” Adam Brzezieński napisał o płycie następująco: „Riffy bardzo charakterystyczne, głos Petera bez zmian w porównaniu z ostatnimi wydawnictwami. Od razu przyciąga uwagę doskonała gra Daraya i pochody basowe. Istotne novum to inne, niż dotychczas, solówki gitarowe. Mauser i Peter zrezygnowali z „wajchy” na rzecz interesujących, często melodyjnych i zapadających w pamięć zagrywek. Z niejednoznaczną oceną materiał spotkał się na łamach serwisu Nuta.pl, recenzent The Beast Łukasz Maciuba napisał: „Do mankamentów zaliczę nieco nazbyt akademicką poprawność nowego nabytku Vadera, perkusisty Daraya. Grając poprawnie, nie nadał żadnej cielesności swoim aranżacjom perkusyjnym. Mówiąc krótko: zabrakło większej swobody i plemienności w czuciu bębnów”.
Wśród fanów zespołu The Beast spotkał się z niejednoznacznym odbiorem. Nagrania otrzymały 3,84 punkta na podstawie 185. głosów w serwisie interia.pl. W 2004 roku album uzyskał nominację do nagrody polskiego przemysłu fonograficznego Fryderyka w kategorii Album roku rock/metal. Produkcja zajęła ponadto 6. miejsce w plebiscycie czytelników magazynu branżowego Teraz Rock w kategorii album roku. Natomiast w plebiscycie polskiej edycji pisma Metal Hammer wydawnictwo zajęło 3. miejsce. Wyróżniony został także utwór „Dark Transmission”, który uplasował się na 2. miejscu w kategorii Przebój roku.

## Lista utworów

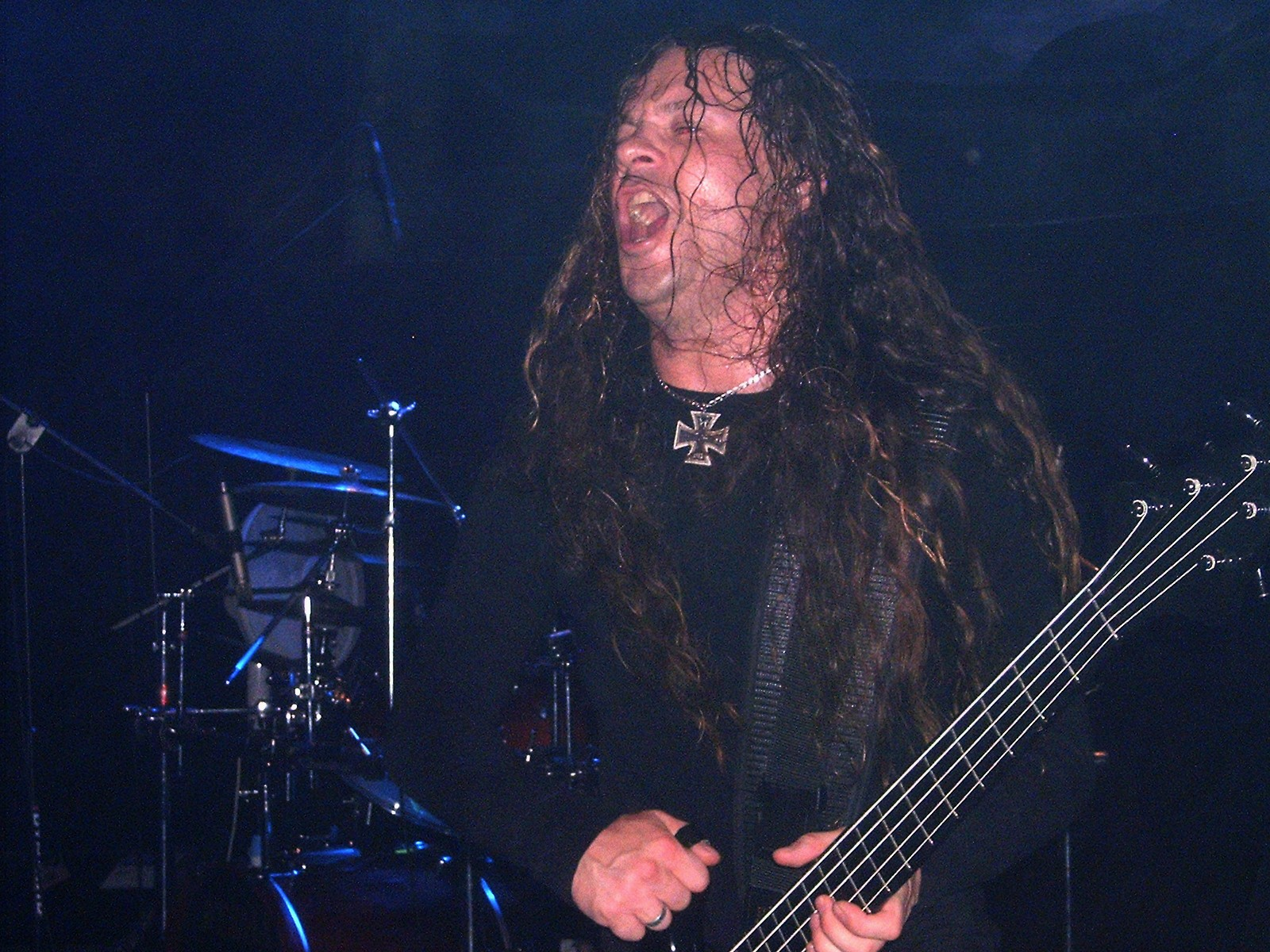
Marcin Nowak podczas koncertu w ramach trasy koncertowej Blitzkrieg 2 w Polsce promującej The Beast, 11 września 2004 roku

Opracowano na podstawie materiału źródłowego.
| Nr  | Tytuł utworu              | Słowa                | Muzyka          | Długość |
| --- | ------------------------- | -------------------- | --------------- | ------- |
| 1.  | „Intro”                   | utwór instrumentalny | Piotr Wiwczarek | 00:59   |
| 2.  | „Out of the Deep”         | Piotr Wiwczarek      | Piotr Wiwczarek | 04:51   |
| 3.  | „Dark Transmission”       | Paweł Frelik         | Piotr Wiwczarek | 04:09   |
| 4.  | „Firebringer”             | Piotr Wiwczarek      | Piotr Wiwczarek | 03:33   |
| 5.  | „The Sea Came in at Last” | Paweł Frelik         | Piotr Wiwczarek | 04:05   |
| 6.  | „I Shall Prevail”         | Paweł Frelik         | Piotr Wiwczarek | 03:49   |
| 7.  | „The Zone”                | Paweł Frelik         | Piotr Wiwczarek | 04:31   |
| 8.  | „Insomnia”                | Paweł Frelik         | Piotr Wiwczarek | 03:27   |
| 9.  | „Apopheniac”              | Paweł Frelik         | Piotr Wiwczarek | 04:12   |
| 10. | „Choices”                 | Łukasz Szurmiński    | Piotr Wiwczarek | 04:08   |
|     |                           |                      |                 | 37:44   |

| Utwór dodatkowy – edycja japońska | Utwór dodatkowy – edycja japońska | Utwór dodatkowy – edycja japońska | Utwór dodatkowy – edycja japońska | Utwór dodatkowy – edycja japońska |
| Nr                                | Tytuł utworu                      | Słowa                             | Muzyka                            | Długość                           |
| --------------------------------- | --------------------------------- | --------------------------------- | --------------------------------- | --------------------------------- |
| 1.                                | „Stranger in the Mirror”          | Łukasz Szurmiński                 | Piotr Wiwczarek                   | 02:41                             |

| CD/DVD | CD/DVD                              | CD/DVD            | CD/DVD          | CD/DVD  |
| Nr     | Tytuł utworu                        | Słowa             | Muzyka          | Długość |
| ------ | ----------------------------------- | ----------------- | --------------- | ------- |
| 1.     | „Studio Report (wideo)”             |                   |                 | 24:13   |
| 2.     | „Dark Transmission (teledysk)”      | Paweł Frelik      | Piotr Wiwczarek | 03:52   |
| 3.     | „Choices (teledysk)”                | Łukasz Szurmiński | Piotr Wiwczarek | 02:45   |
| 4.     | „Epitaph (live, Metalmania 2003)”   | Łukasz Szurmiński | Piotr Wiwczarek | 03:57   |
| 5.     | „Wings (live, Metalmania 2003)”     | Paweł Frelik      | Piotr Wiwczarek | 04:26   |
| 6.     | „The Nomad (live, Metalmania 2003)” | Paweł Frelik      | Piotr Wiwczarek | 04:14   |
|        |                                     |                   |                 | 43:27   |

| Beware the Beast (singel) | Beware the Beast (singel)          | Beware the Beast (singel) | Beware the Beast (singel) | Beware the Beast (singel) |
| Nr                        | Tytuł utworu                       | Słowa                     | Muzyka                    | Długość                   |
| ------------------------- | ---------------------------------- | ------------------------- | ------------------------- | ------------------------- |
| 1.                        | „Dark Transmission” (333 version)” | Paweł Frelik              | Piotr Wiwczarek           | 03:54                     |
| 2.                        | „Stranger in the Mirror”           | Łukasz Szurmiński         | Piotr Wiwczarek           | 02:41                     |
| 3.                        | „Studio Report (wideo)”            |                           |                           | 24:13                     |
| 4.                        | „Dark Transmission (teledysk)”     | Paweł Frelik              | Piotr Wiwczarek           | 03:52                     |
|                           |                                    |                           |                           | 34:40                     |

## Twórcy
Opracowano na podstawie materiału źródłowego.
| Zespół Vader w składzie - Piotr „Peter” Wiwczarek – gitara rytmiczna, gitara prowadząca, gitara akustyczna, gitara basowa, wokal, produkcja, miksowanie, słowa - Maurycy „Mauser” Stefanowicz – gitara prowadząca - Marcin „Novy” Nowak – gitara basowa[A] - Dariusz „Daray” Brzozowski – perkusja Notatki - A^ Wymieniony na płycie, nie brał udziału w nagraniach. | Produkcja - Piotr Łukaszewski – inżynieria dźwięku, realizacja (RG Studio, Gdańsk) - Jacek Gawłowski – mastering (JG Lab Studio, Warszawa) - Jacek Wiśniewski – projekt okładki i wykonanie - Paweł Frelik – słowa - Łukasz Szurmiński – słowa - Wojtek Głodek – Studio Report - Bartłomiej Kuźniak – mastering (utwór „Dark Transmission (333 version)”; Częstochowa, Studio 333) |

## Wydania
| Rok  | Nr katalogowy | Format                      | Wytwórnia           | Region                 | Źródło        |
| ---- | ------------- | --------------------------- | ------------------- | ---------------------- | ------------- |
| 2004 | 3984-14485-0  | CD, Album, Dig + DVD-V, PAL | Metal Blade Records | Niemcy/Europa          | [ 46 ]        |
| 2004 | 3984-14485-2  | CD, Album, Promo            | Metal Blade Records | Niemcy/Europa          | [ 46 ]        |
| 2004 | 3984-14485-2  | CD, Album                   | Metal Blade Records | Stany Zjednoczone      | [ 49 ] [ 50 ] |
| 2004 | 3984-14485-1  | LP, Album                   | Metal Blade Records | Stany Zjednoczone      | [ 49 ] [ 50 ] |
| 2004 | FO410CD       | CD, Album                   | Фоно                | Rosja                  | [ 46 ]        |
| 2004 | MICP-10441    | CD, Album                   | Avalon/Marquee Inc. | Japonia                | [ 51 ]        |
| 2004 | MMP CD 0278   | CD, Album                   | Metal Mind Records  | Polska                 | [ 52 ] [ 53 ] |
| 2004 | MMP CDD 0279  | CD, Enh, Ltd + CD, Album    | Metal Mind Records  | Polska                 | [ 52 ] [ 53 ] |
| 2010 | BOBV155LP     | LP, Album, RE, Ltd, Gre     | Back On Black       | Wielka Brytania/Europa | [ 46 ]        |